# LOVE STORY (DEEPのアルバム)
『LOVE STORY』（ラブ ストーリー）は、DEEPの2枚目のアルバム。2011年2月16日に、rhythm zoneから発売。

## 解説
- 前作の『DEEP 〜brand new story〜』から約1年ぶりのアルバムである。収録曲は、3枚目のシングル「milestone/SORA〜この声が届くまで〜」から5枚目のシングル「白いマフラー」までのカップリングを含めた6曲と新曲7曲を含む全13曲を収録。
- DVDには4曲のビデオクリップとライブツアーの最終公演、「DEEP LIVE TOUR 2009-2010 “Endless road”@東京国際フォーラム ホールA (2010/3/14)」から11曲を収録。
- 「SORA〜この声が届くまで〜」と「未来への扉」のPVは本作で初収録となる。

## 収録曲

### CD/DISC-1
1. Intro〜LOVE STORY〜
（作詞：Michiko Motohashi　作曲：Hitoshi Harukawa）
2. 会いたい…
（作詞：TAKA　作曲：Yuuki Odagiri）
3. 白いマフラー
（作詞：小竹正人　作曲・編曲：RIO）
中京テレビ・日本テレビ系『フットンダ』2月度エンディング・テーマ
日本テレビ『iCon』2・3月度エンディング・テーマ
『レコチョク』CMソング
4. SILVER SNOW
（作詞：TAKE from Skoop On Somebody　作曲：JiN　編曲：JiN、Futoshi Kawashima）
5. SORA〜この声が届くまで〜
（作詞：RYO、Seiji Omote　作曲：Seiji Omote　編曲：阿部尚徳）
毎日放送・TBS系ドラマ『いぬのおまわりさん〜ママは産むよ!ガンとの壮絶な戦い。夫婦の245日 涙と笑顔の記録〜』主題歌
6. Promise
（作詞：DEEP & Jeff Miyahara　作曲：DEEP & Jeff Miyahara & Yuichi Hayashida）
7. LINKS!!
（作詞：菜穂　作曲：h-wonder）
福岡ソフトバンクホークス『アサヒスーパードライスペシャル2011』テーマソング
8. キミがいるから
（作詞：YUICHIRO　作曲・編曲：藤本和則、羽山匠）
　『キロロリゾート』CMソング
9. 夢のカケラ
（作詞：KEISEI　作曲：Miki Watanabe）
10. Baby
（作詞：RYO　作曲：Lil'showy）
11. 未来への扉
（作詞：Shogo Kashida　作曲：Tai Furusawa　編曲：Tai Furusawa、Tek Kato）
フジテレビ系ドラマ『医龍-Team Medical Dragon3-』主題歌
12. Sorry
（作詞・作曲：HIRO(Digz,inc)）
13. milestone
（作詞：菜穂　作曲・編曲:h-wonder）
映画『ロストクライム -閃光-』主題歌

### DVD/DISC-2
Video Clip
1. milestone
2. SORA〜この声が届くまで〜
3. 未来への扉
4. 白いマフラー

LIVE
- DEEP LIVE TOUR 2009-2010“Endless road”@東京国際フォーラム ホールA(2010/3/14)

1. INTROLUDE 〜brand new story〜
2. Blue Sky
3. X-GIRL
4. Echo〜優しい声〜
5. Chocolate
6. SORA
7. 24karats -type C-
8. I Love You So
9. Endless road
10. 涙が落ちないように
11. For you〜blue tears〜